# Ursus arctos arctos
Ours brun d'Europe, Ours d'Europe, Ours des Pyrénées
 (octobre 2017).
Sous-espèce
Statut de conservation UICN

 LC : Préoccupation mineure
L'Ours brun d'Europe (Ursus arctos arctos), appelé aussi Ours des Pyrénées en français, est une sous-espèce de l'Ours brun (Ursus arctos), un mammifère de la famille des ursidés. 
Il a, comme les autres membres de son espèce, un régime alimentaire omnivore.

## Dénominations
- Nom scientifique valide : Ursus arctos arctos Linnaeus, 1758[1]
- Noms vulgaires (vulgarisation scientifique) : Ours brun d'Europe[2], Ours d'Europe[3], Ours des Pyrénées[3]
- Noms vernaculaires (langage courant), pouvant désigner éventuellement d'autres espèces : Ours

## Dans les Pyrénées

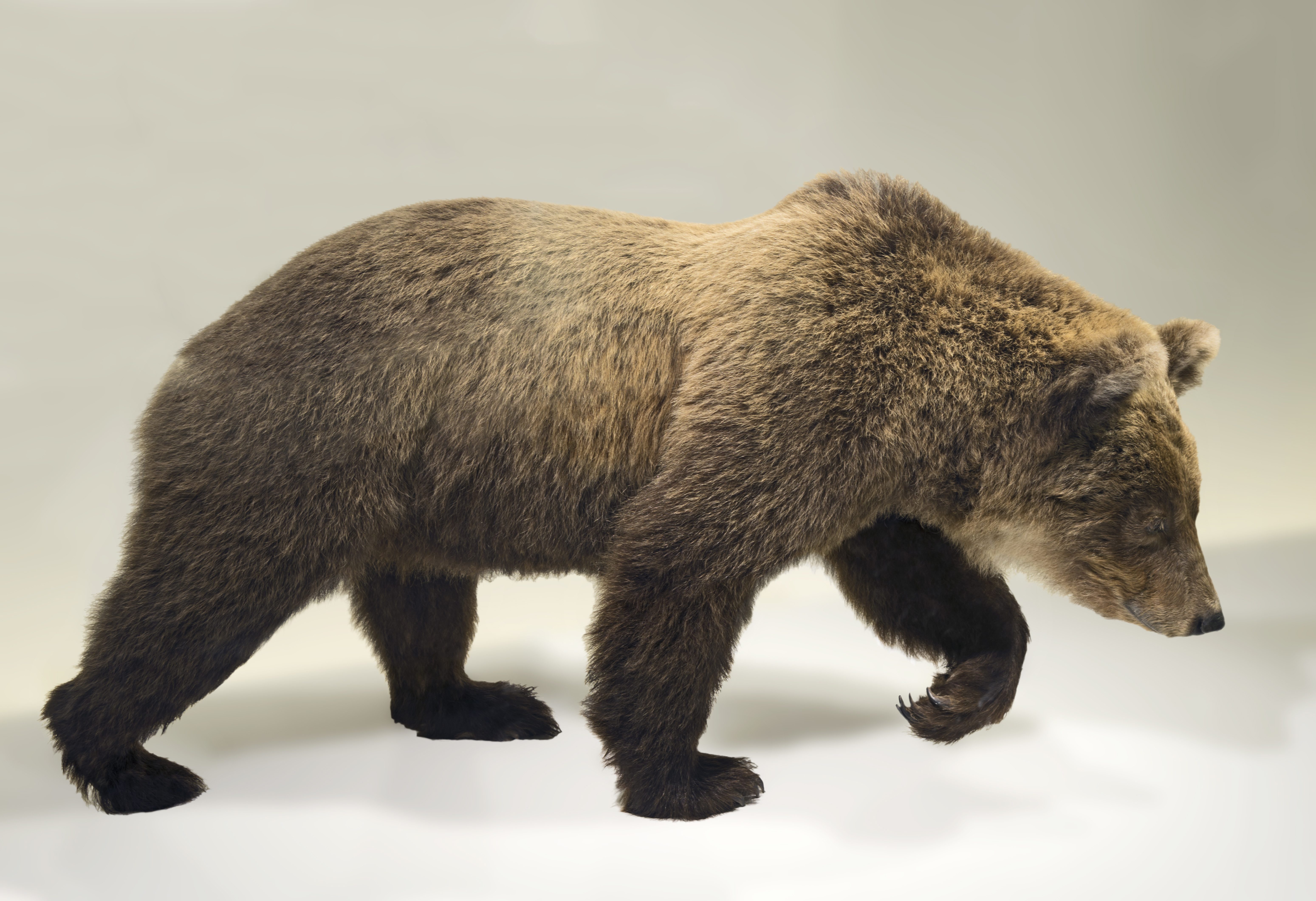
Cannelle, spécimen naturalisé de la dernière ourse de souche pyrénéenne

Ce grand mammifère est traditionnellement présent dans les Pyrénées alors qu'il a disparu de toutes les autres régions de France. En France, il est sur la liste rouge des espèces menacées et classé au pire niveau : « en danger critique d’extinction ». Au niveau mondial, l'ours brun eurasien n'est pas considéré comme une espèce menacée par l'Union internationale pour la conservation de la nature (UICN).
La dernière ourse de souche pyrénéenne, Cannelle, a été abattue par un chasseur le 1er novembre 2004. Mais un programme visant à restaurer une population d’ours viable, c'est-à-dire suffisamment nombreuse, avait été lancé dans les années 1990. Cette réintroduction controversée consiste à relâcher dans les Pyrénées des ours bruns d'origine slovène, proches de la souche pyrénéenne sur le plan de leur patrimoine génétique et de leur mode de vie. Bien qu'étant en augmentation (Au moins 70 ours en 2021, contre 43 en 2017 et 22 en 2011), cette population n'est pas encore suffisante pour assurer la viabilité à long terme des ours bruns d'Europe en France et en Espagne, notamment du fait d'une forte consanguinité.
En mars 2018, l'État est condamné par le Tribunal administratif de Toulouse pour n'avoir pas assez protégé l'Ours des Pyrénées.

## Dans les Alpes

Ours bruns dans les Alpes
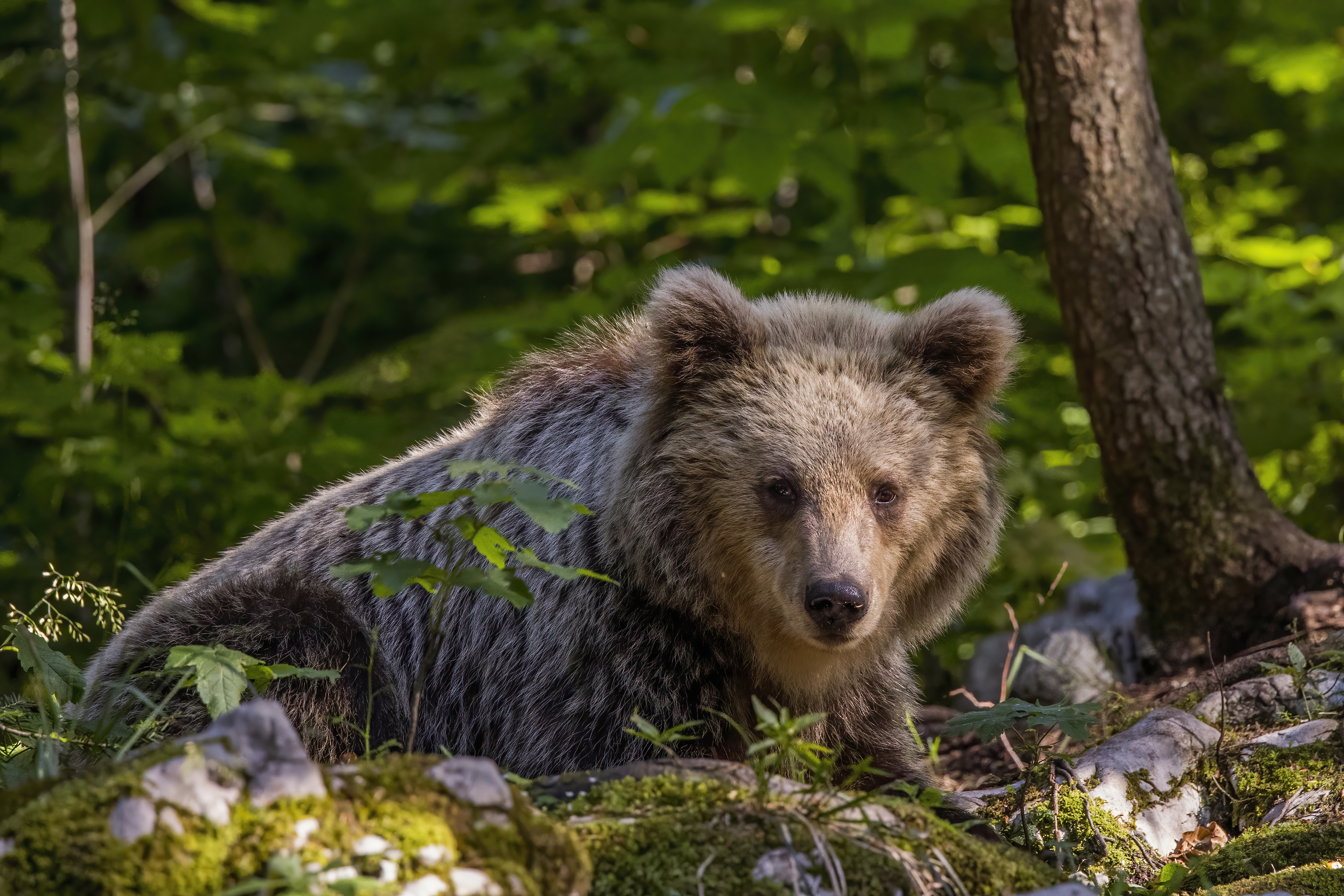
Ursus arctos arctos vers Stari Kot (sl), en Slovénie. Juin 2022.
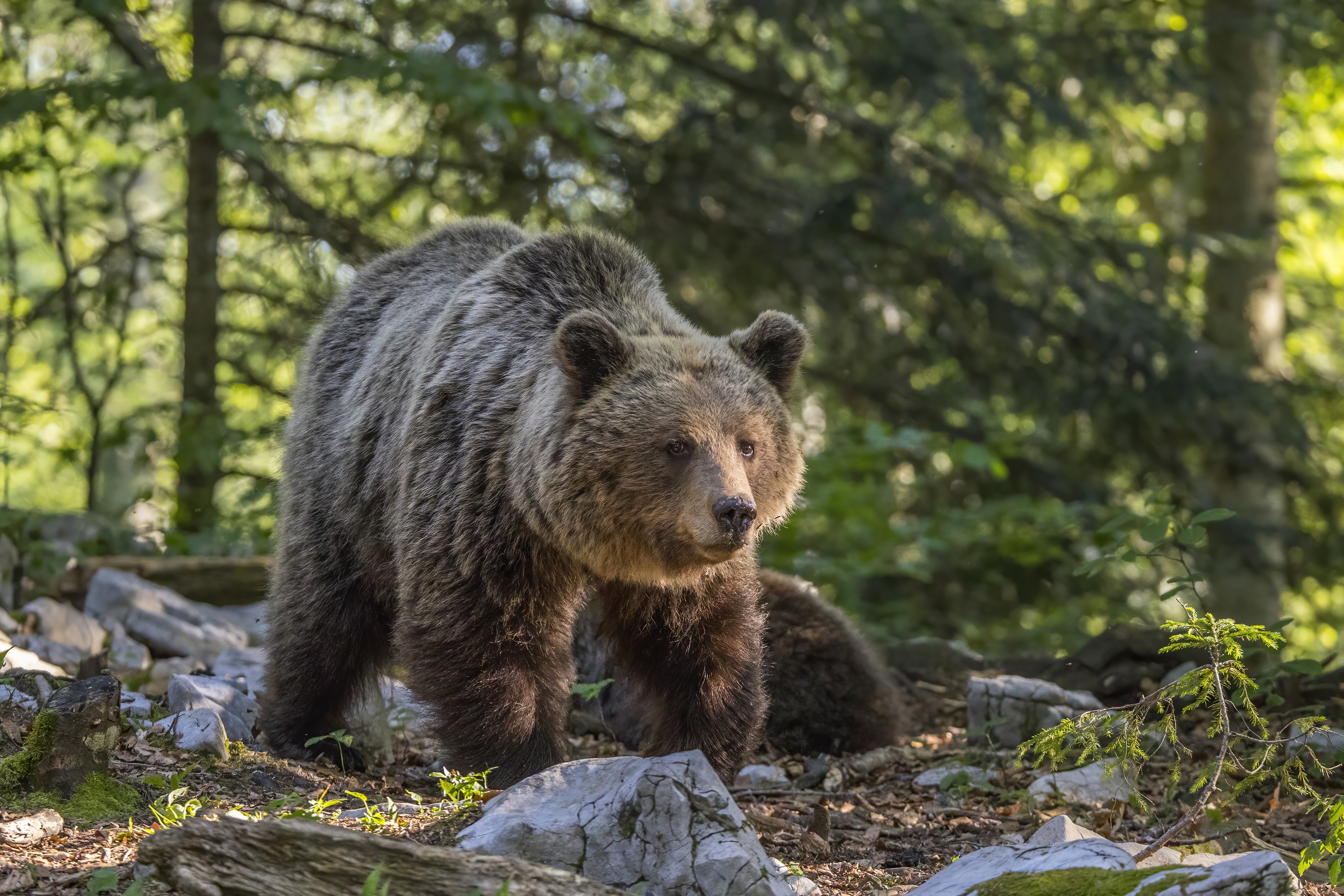
Une femelle Ursus arctos arctos  vers Stari Kot, en Slovénie. Juin 2022.
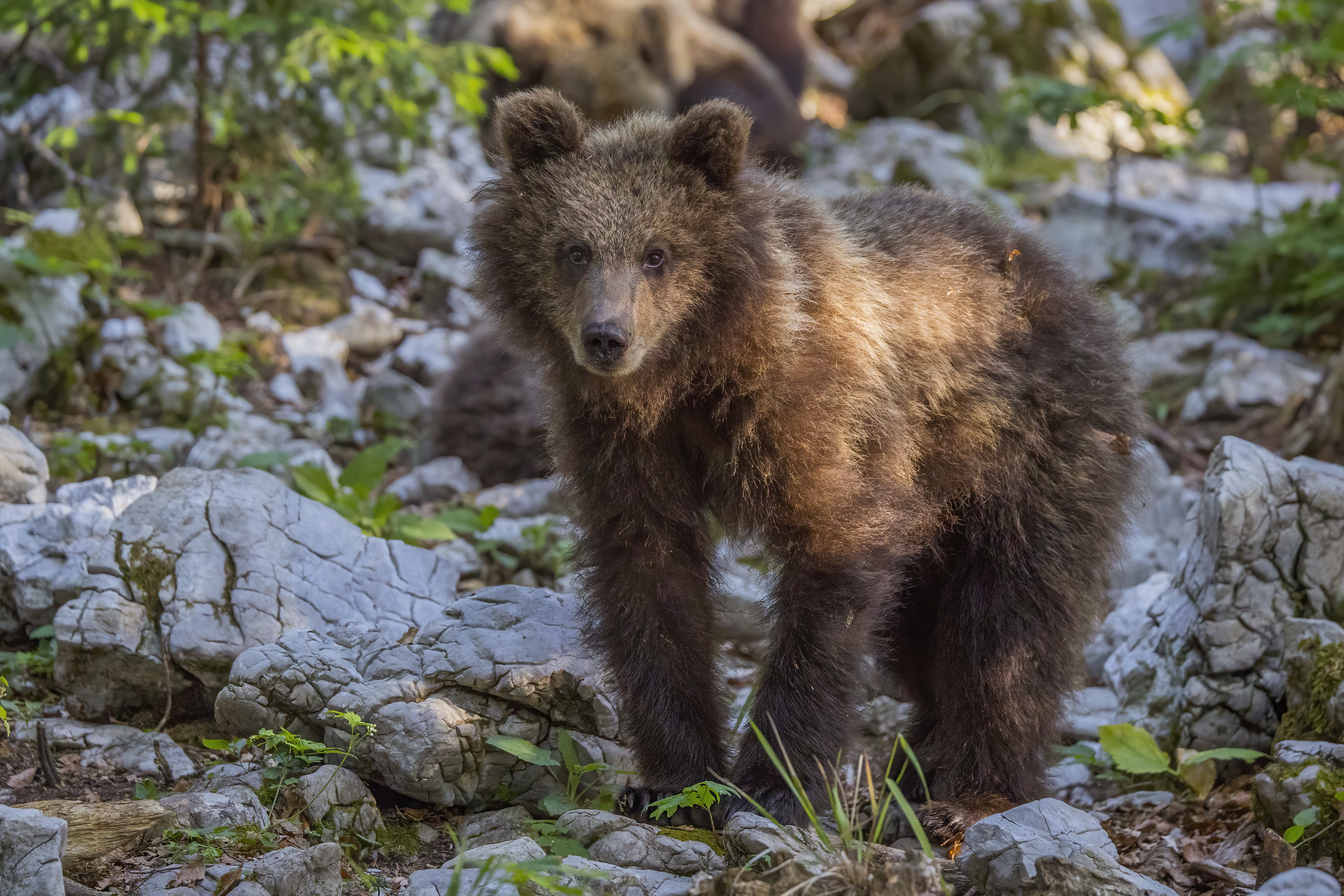
Un ours brun de 14 mois, même endroit. Juin 2022.